# شهر (فیلم ۱۹۲۶)
شهر (انگلیسی: The City) فیلمی در ژانر درام است که در سال ۱۹۲۶ منتشر شد. از بازیگران آن می‌توان به والتر مک‌گریل، می الیسون، ریچارد والینگ و جرج ایروینگ اشاره کرد.